# ジョン・ホワイト・アレクサンダー
ジョン・ホワイト・アレクサンダー（John White Alexander、本名 John White、1856年10月7日 - 1915年5月31日）はアメリカ合衆国の画家、イラストレーターである。

## 略歴
ペンシルベニア州のアレゲニー郡に生まれた。両親を早く失い、ピッツバーグで、祖父母に育てられた。12歳から電信会社の下働きをし、雇い主がホワイトの絵の才能を見出した。1974年にニューヨークに移り、週刊誌、「ハーパーズ・ウィークリー」の挿絵画家、風刺漫画家の見習いとして働いた。ニューヨークで、トーマス・ナスト、エドウィン・オースティン・アビー、ジョゼフ・ペネル、ハワード・パイルといった有名なイラスレーターたちと知り合った。3年の後、フランク・ドゥフェネクに学ぶために、ミュンヘンに渡った。資金が足りないので、学生を止めて、ドゥフェネクの手伝いとして働いた。1879年にドゥフェネクと弟子たちと一緒に、ヴェネツィアとフィレンツェを旅し、ヴェネツィアにいたジェームズ・マクニール・ホイッスラーやオットー・ヘンリー・バッチャーなどのアメリカ出身の画家たちにも出会い版画の技術も学んだ。その後、オランダやパリも訪れた。
1881年にニューヨークに戻り、人物画の画家、肖像画家として成功し、多くの有名人の肖像画を描いた。1893年サロン・ド・パリにも出展し、高評価を得て、フランスの国民美術協会の会員に選ばれた。
ホワイトは保険会社(Equitable Life Assurance Society)の会長の娘、エリザベス・アレクサンダー(Elizabeth Alexander)と結婚し、結婚後は平凡なホワイト姓から妻の姓アレクサンダーを名乗った。
1902年にナショナル・アカデミー・オブ・デザインの正会員に選ばれ、1909年から1915年の間は校長を務めた。

## 作品

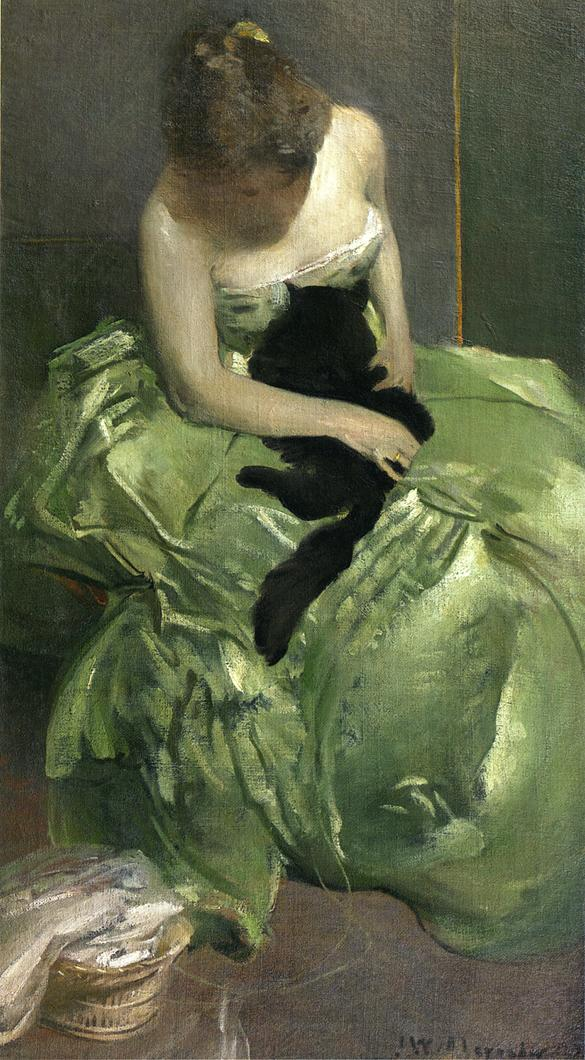
「緑のドレスの女性」(1890)
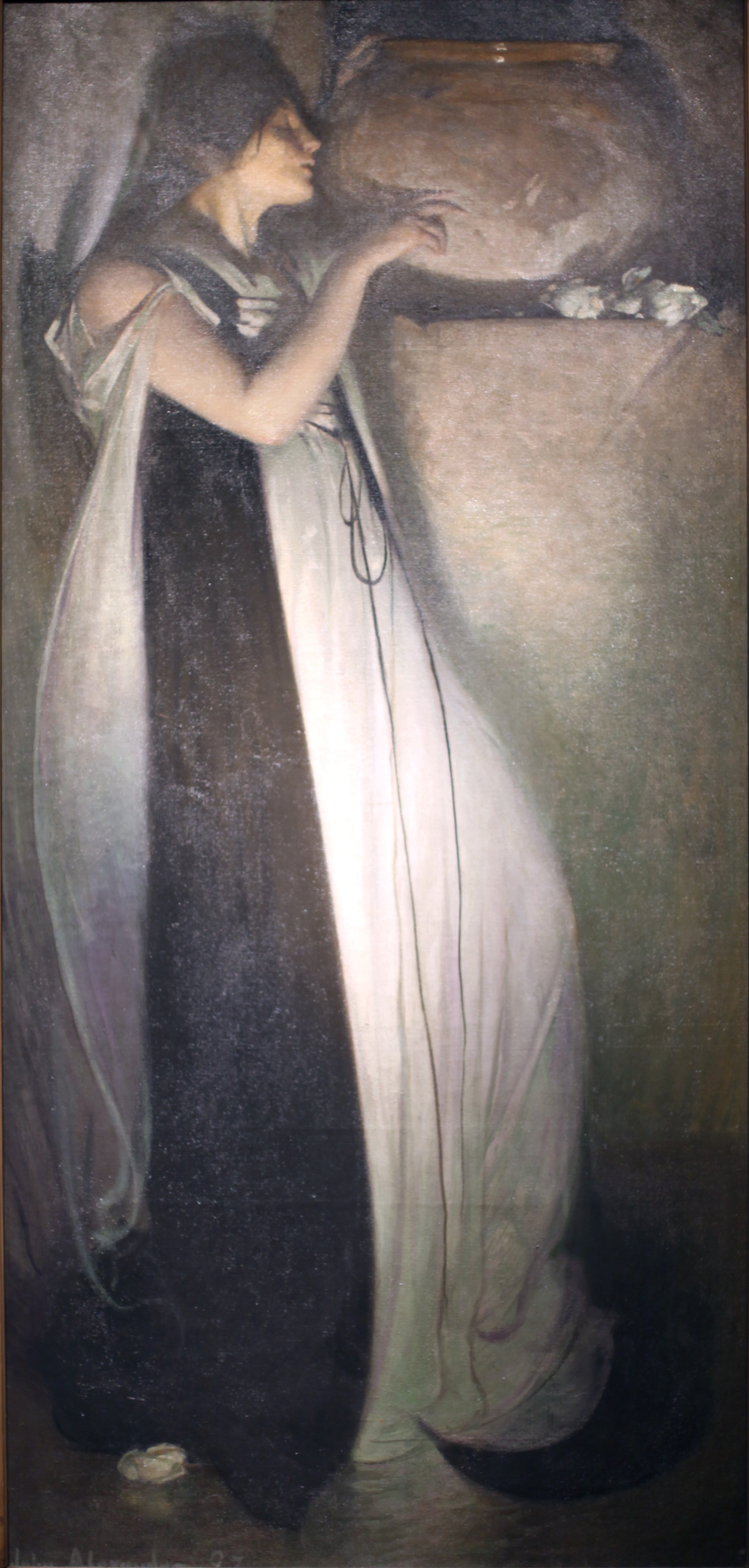
「イザベルとバジルの鉢」 (1897)
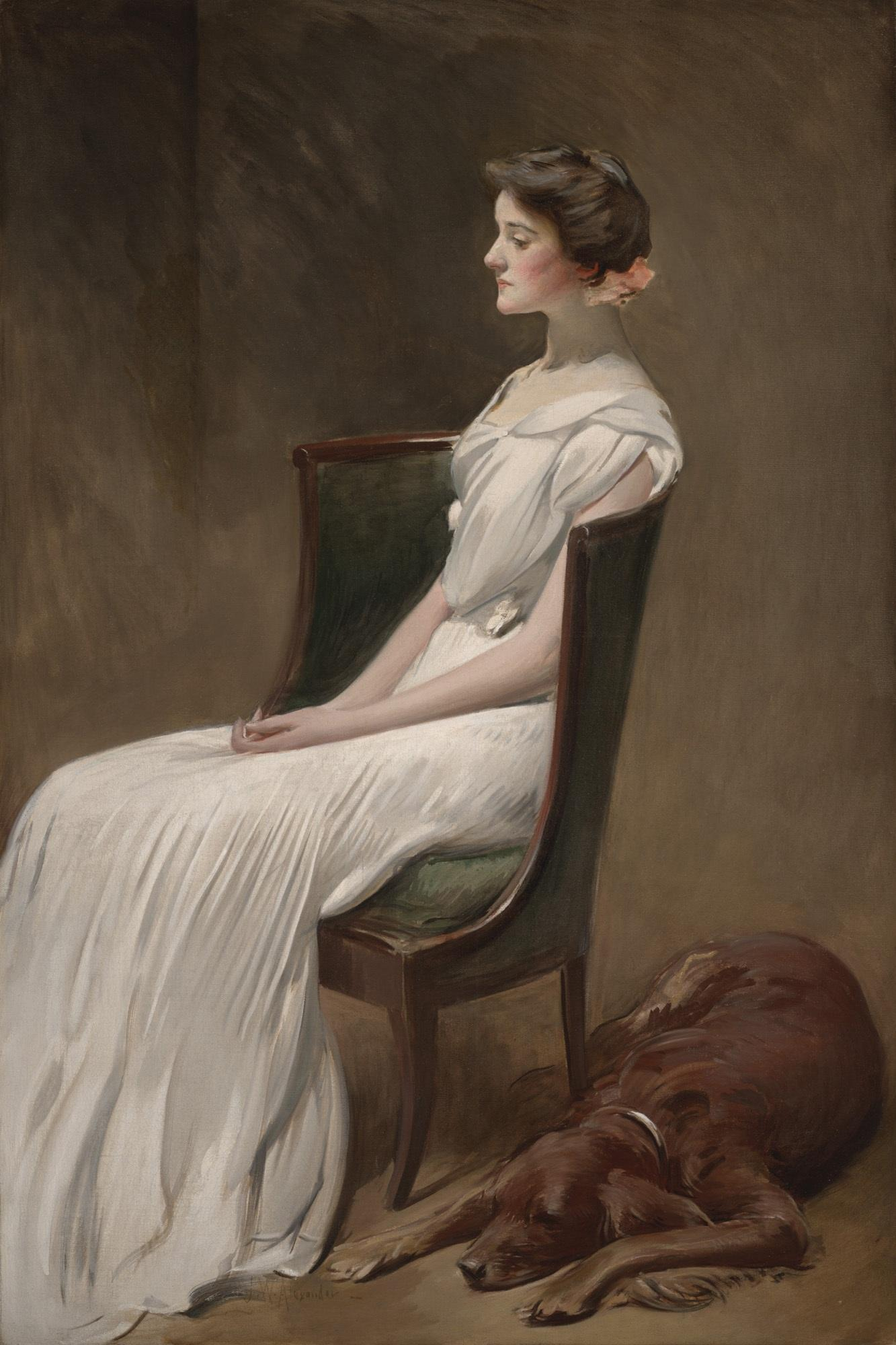
ドロシー・クインシー･ルーズベルト(c.1902)
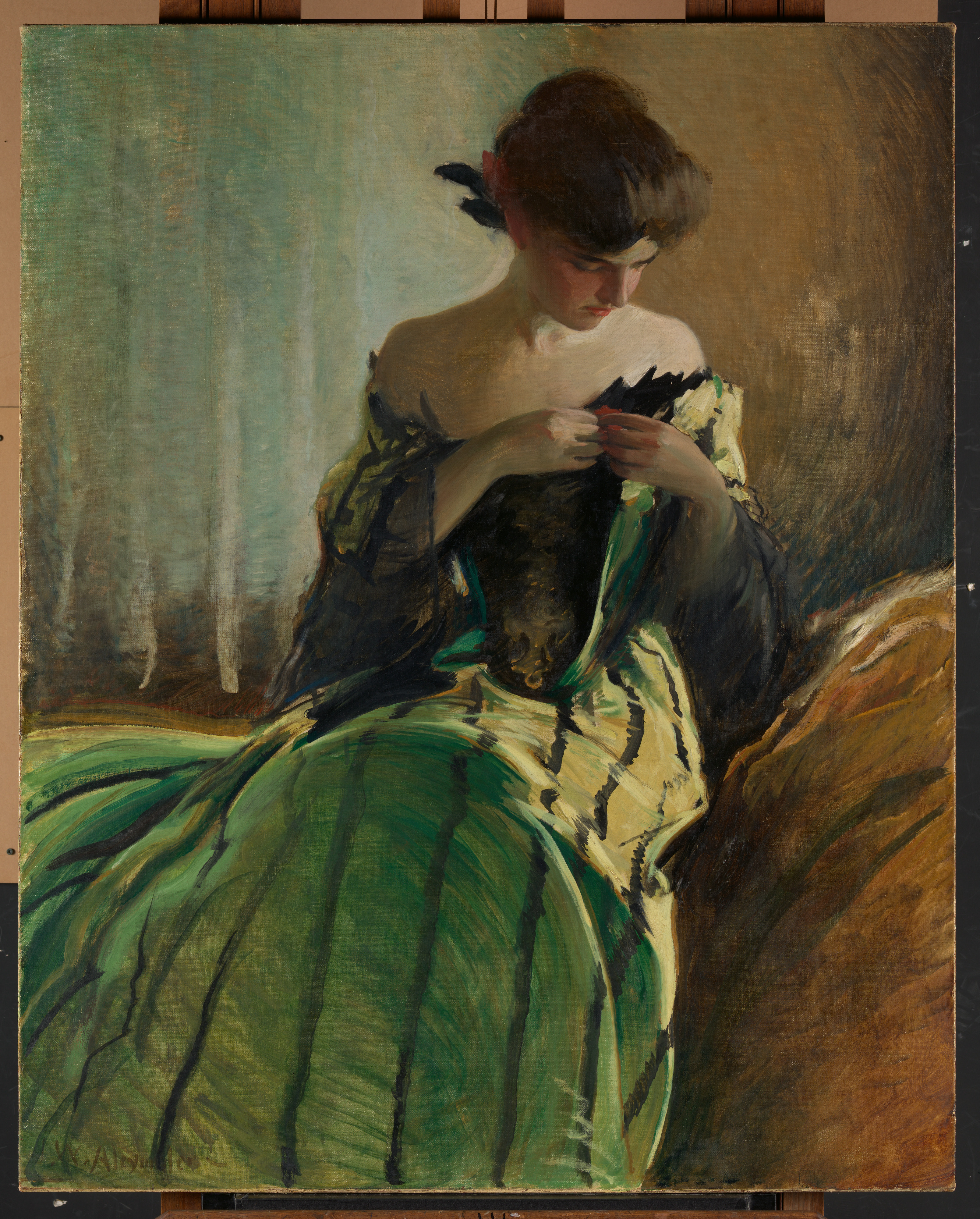
「黒と緑の習作」 (c.1906)
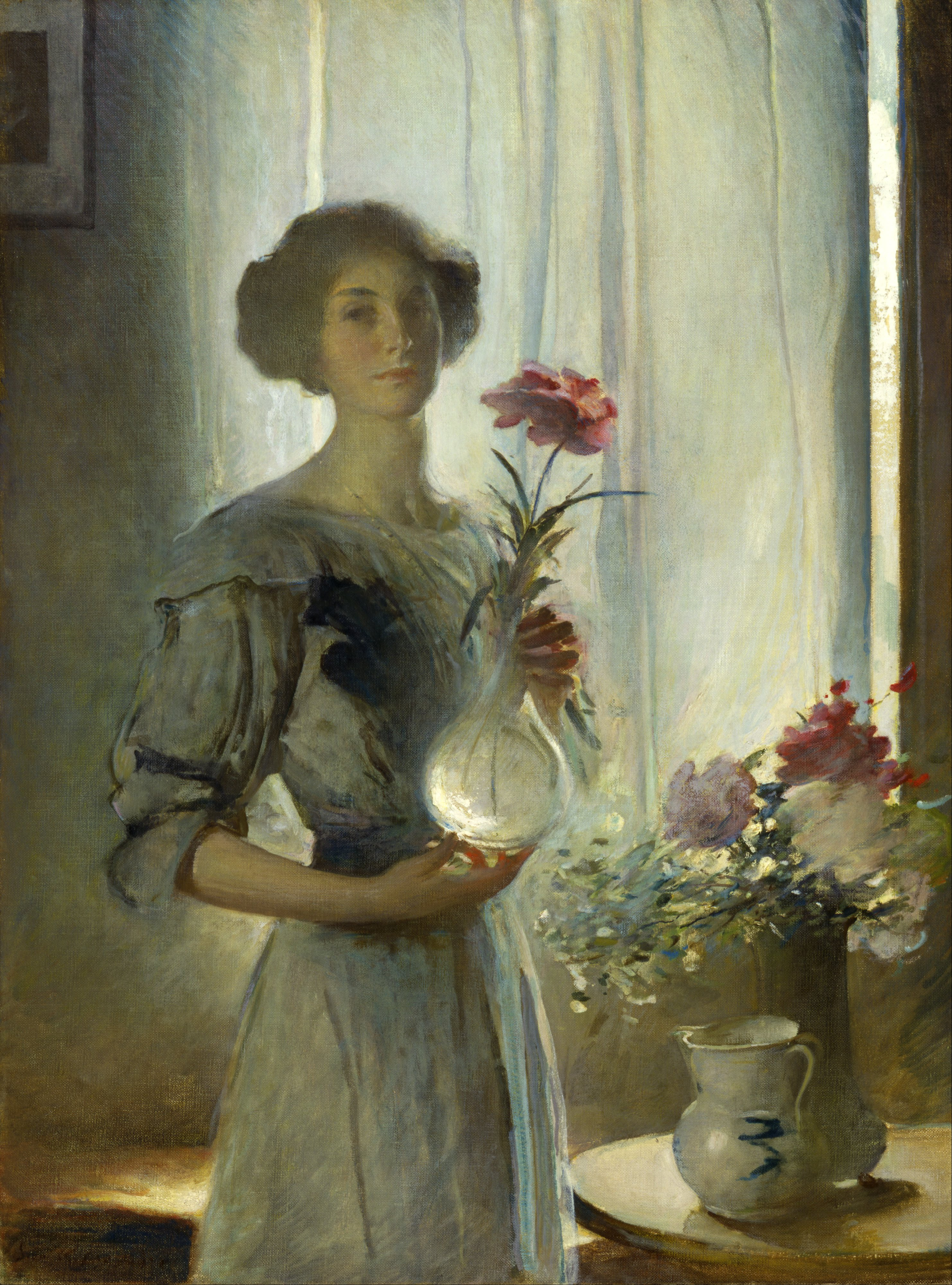
「6月」 (c.1911)
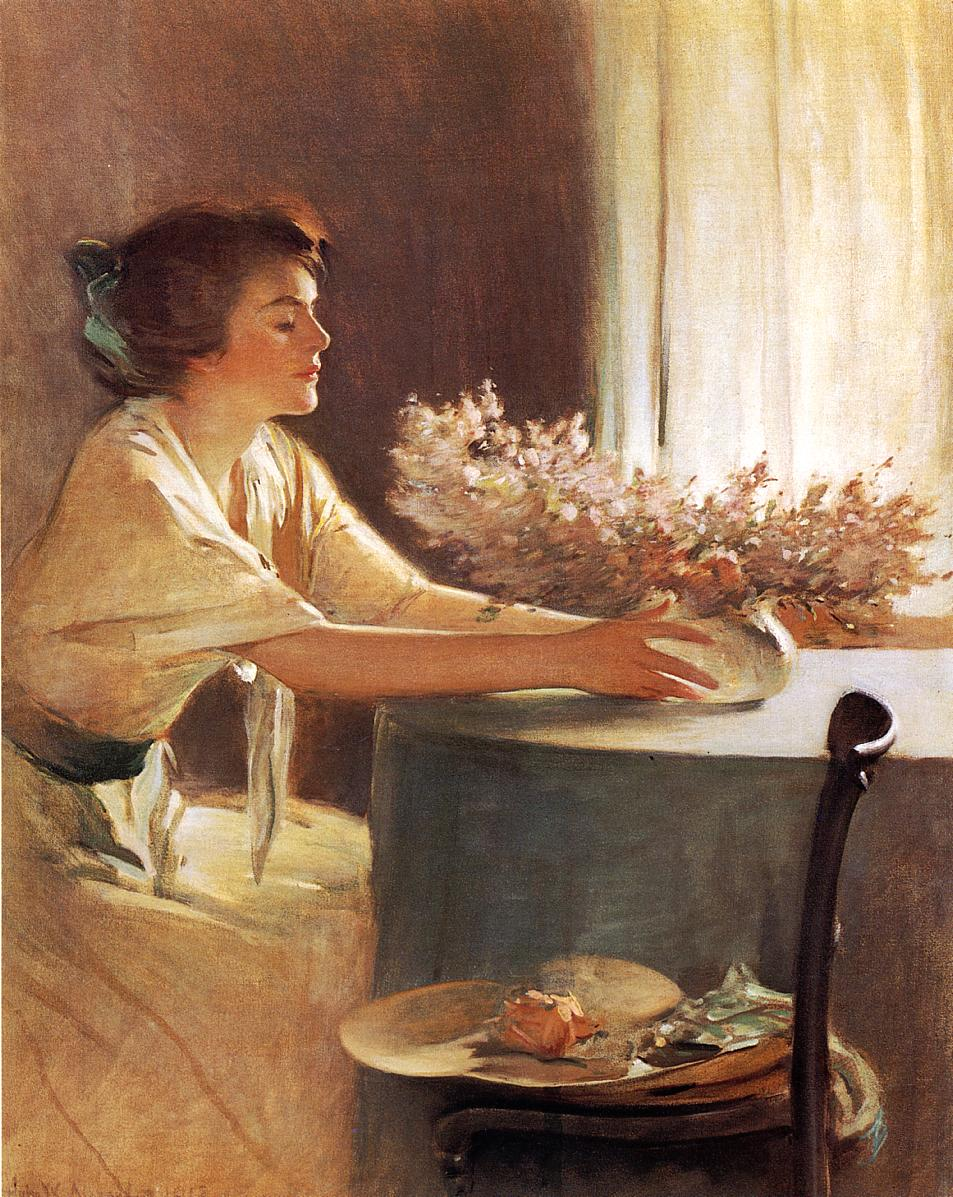
「花を持つ女性」 (c.1912)
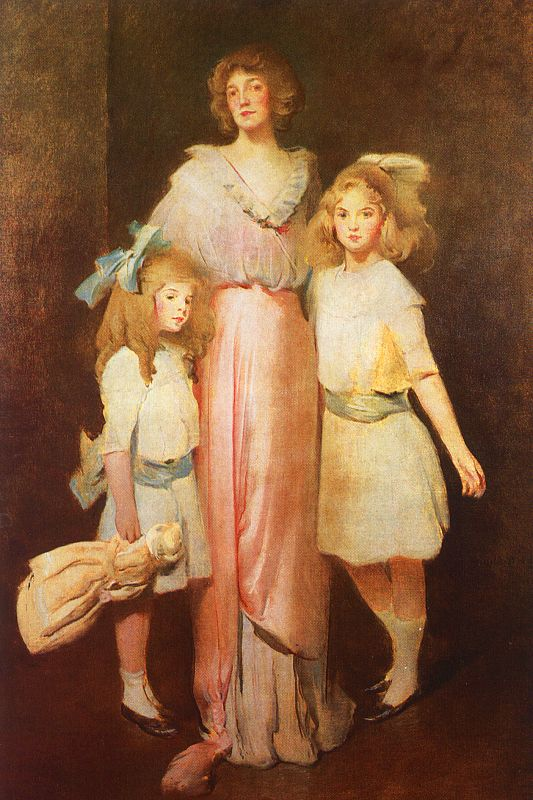
「ダニエルズ夫人と2人の子供」 (1913)
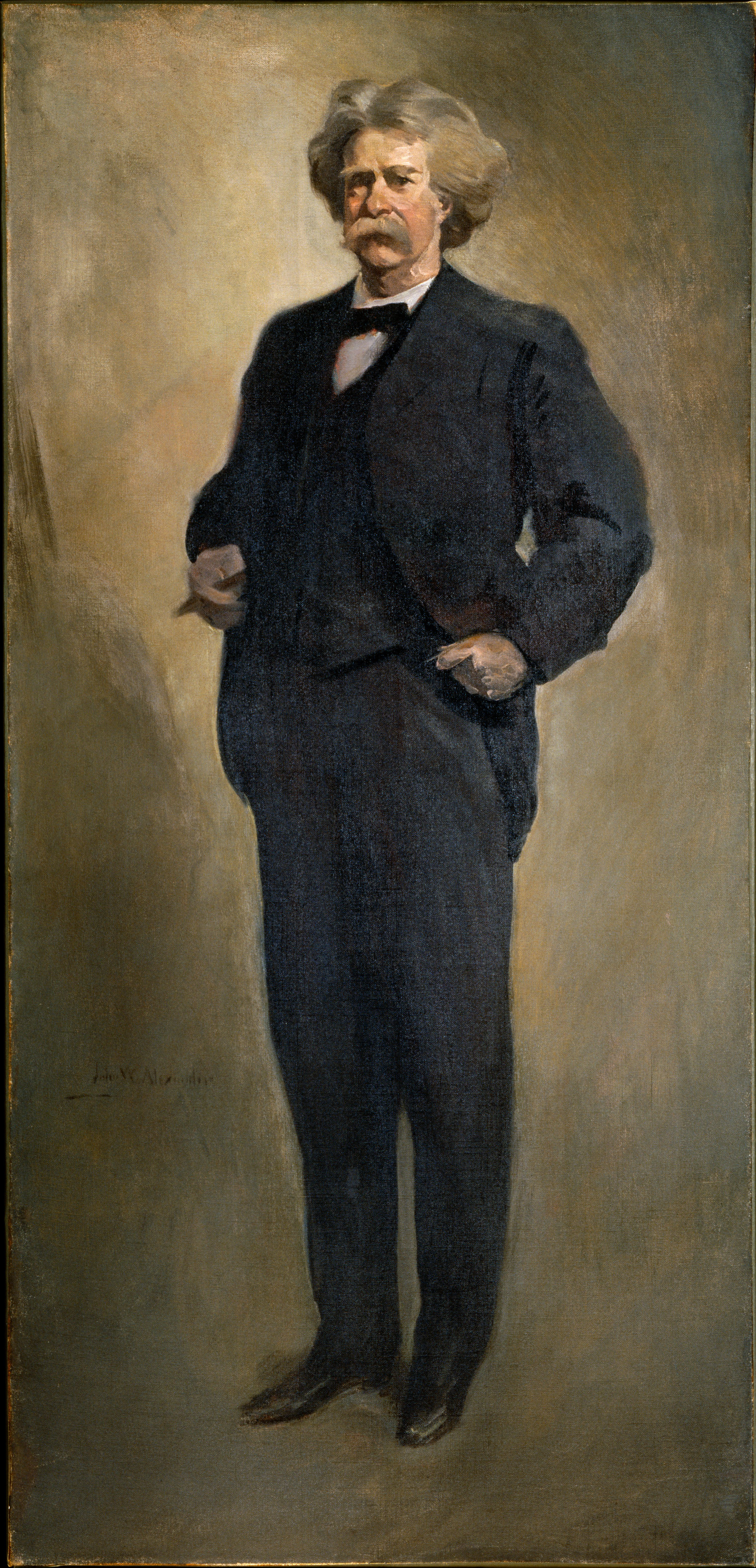
マーク・トウェイン